# Układ jednoprzestrzenny

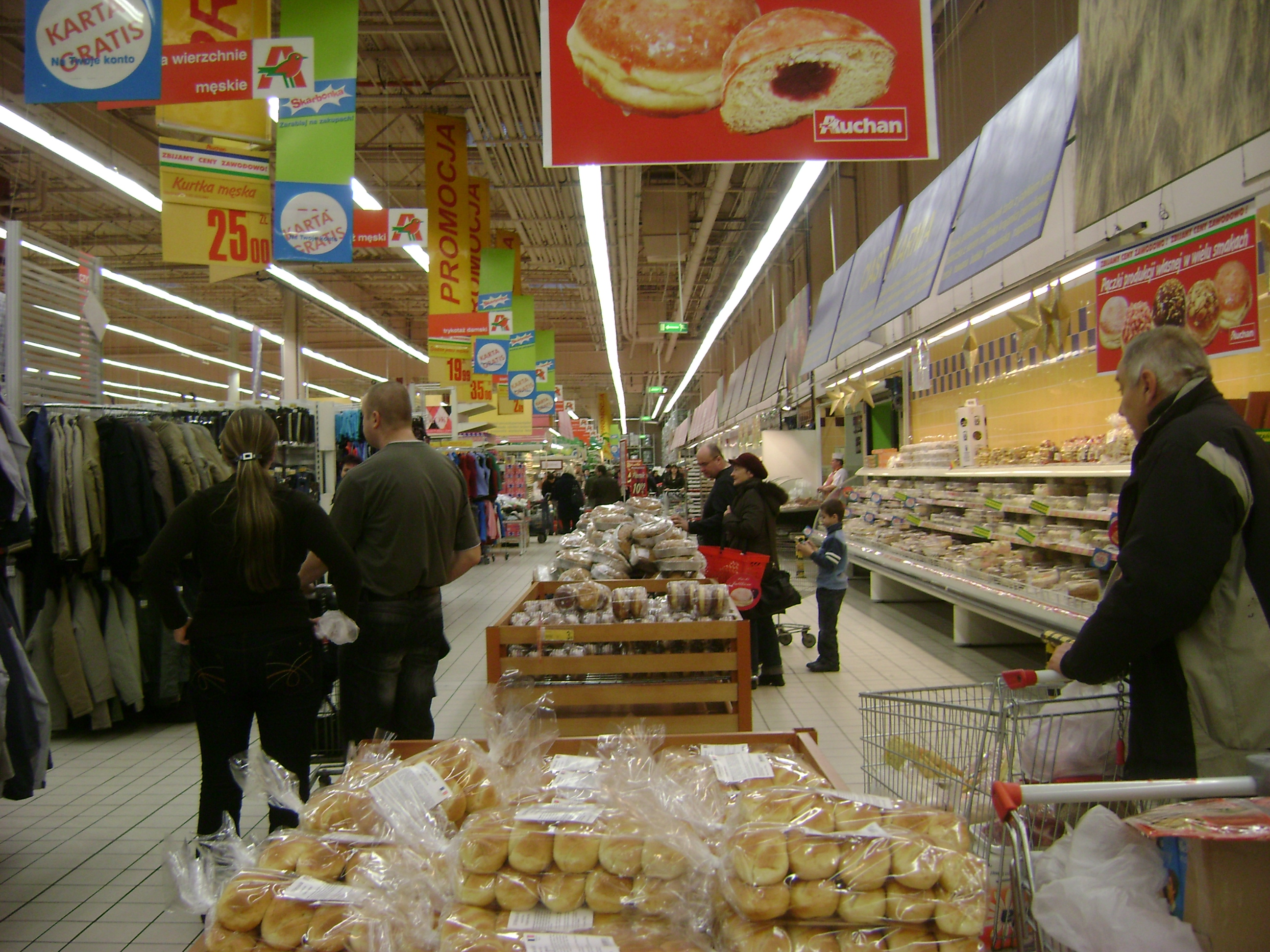
Układ jednoprzestrzenny – hipermarket

Układ jednoprzestrzenny – układ wnętrza architektonicznego stanowiący jednorodną, koherentną całość przestrzenną.
W układzie jednoprzestrzennym nie zamyka się poszczególnych składowych elementów jego przeznaczenia stałymi przegrodami (np. ścianami) lecz wydziela się składowe w sposób kompozycyjny za pomocą odpowiednich, elastycznie dostosowanych do konkretnych potrzeb sytuowania wyposażenia, przenośnych mebli, przestawnych ekranów, balustrad, odgrodzeń, pojemników z zielenią itp.
Układy tego typu w architekturze współczesnej charakterystyczne są dla hal przemysłowych, wystawowych, targowych, magazynowych, dworcowych, widowiskowych, jak również sklepów oraz niekiedy pomieszczeń obiektów administracyjnych.